# Prospero X-3

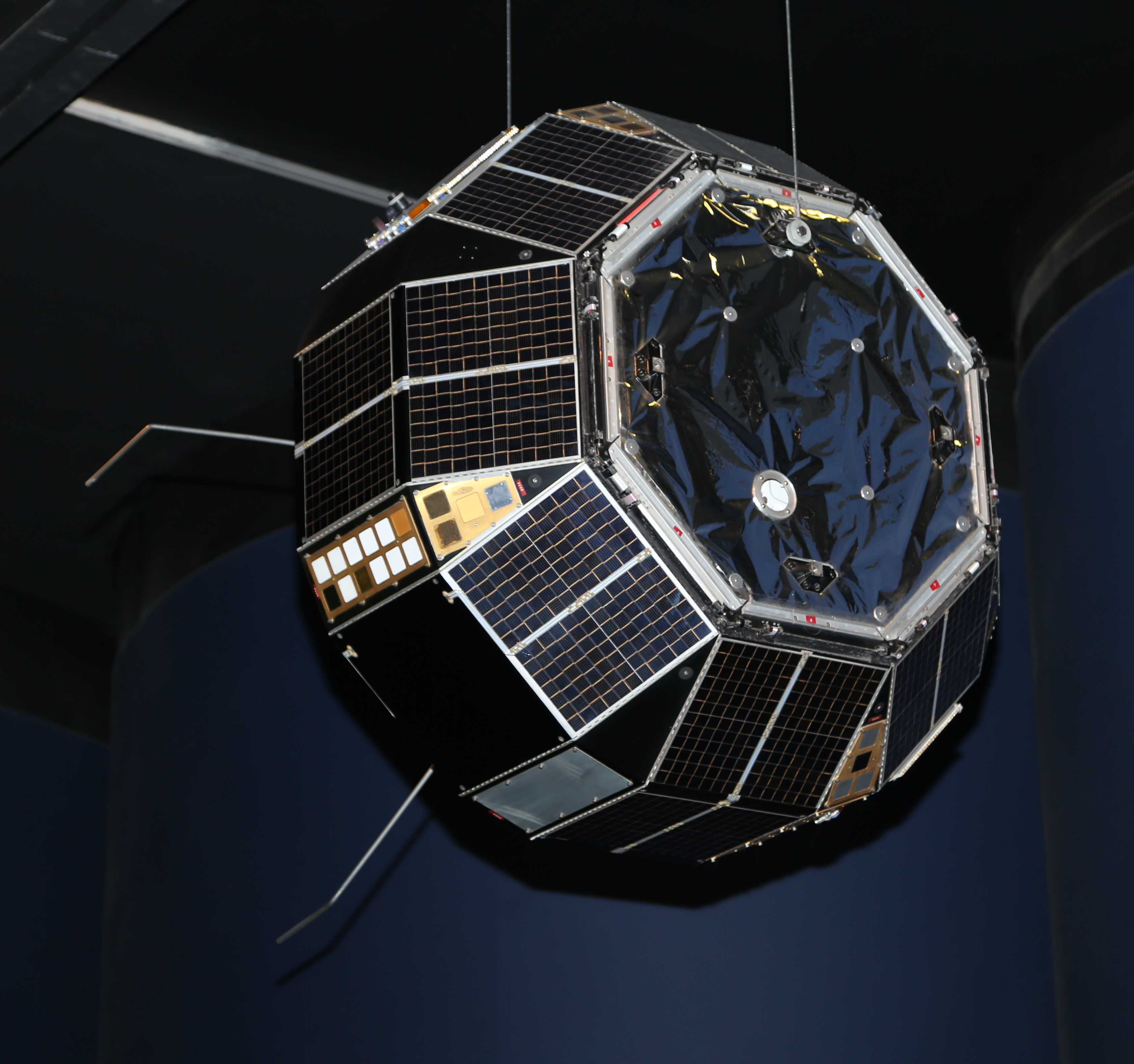
Prospero X-3

Prospero X-3 (designación oficial 05580 / 71093A) es el único satélite artificial lanzado por un cohete británico[cita requerida].
El X-3 fue lanzado el 28 de octubre de 1971 desde el Área de Lanzamiento 5B (LA-5B) en Woomera, al sur de Australia, en un cohete Black Arrow, haciendo al Reino Unido la sexta nación en colocar un satélite en órbita utilizando un vehículo de lanzamiento propio (después de la Unión Soviética, EE. UU., Francia, Japón y China). 
El satélite contiene un único experimento que tiene como finalidad la prueba de paneles solares. También se encuentra a bordo una grabadora, la cual falló el 24 de mayo de 1973 después de 730 usos.
En el año 2006, todavía se podían captar transmisiones de radio provenientes de Prospero en la frecuencia 137.560 MHz, aunque el satélite se desactivó oficialmente en 1996 cuando el Establecimiento de Investigaciones Defensivas (Defence Research Establishment) del Reino Unido dio de baja la estación de rastreo del satélite ubicada en Lasham, Hampshire.
Se encuentra en una órbita baja terrestre y tiene una esperanza de vida de alrededor de 100 años.

## Información técnica
| Perigeo/Apogeo | 531/1402 km |
| Inclinación    | 82°         |
| Período        | 104.4 min   |
| Masa           | 66 kg       |